# Roland Garros 2015. muški parovi
Roland Garros 2015. u kategoriji muških parova održan je od 24. svibnja 2015. do 7. lipnja 2015. Julien Benneteau i Édouard Roger-Vasselin trebali su prisustvovati turniru kao branitelji naslova, ali Bennetau je odustao zbog bruha. Umjesto Bennetaua Roger-Vasselin igrao je Guillermom Garcíom-Lópezom, ali su u trećem krugu izgubili od pobjedničkog dvojca Dodig i Melo, koji su u finalu pobijedili braću Bryan s 6–7(5–7), 7–6(7–5), 7–5.

## Sudionici turnira
- Bob Bryan / Mike Bryan  (završnica)
- Vasek Pospisil / Jack Sock  (četvrtzavršnica)
- Ivan Dodig / Marcelo Melo  (pobjednici)
- Marcel Granollers / Marc López  (prvi krug)
- Jean-Julien Rojer / Horia Tecǎu  (poluzavršnica)
- Simone Bolelli / Fabio Fognini  (poluzavršnica)
- Marcin Matkowski / Nenad Zimonjić  (četvrtzavršnica)
- Alexander Peya / Bruno Soares  (četvrtzavršnica)
- Rohan Bopanna / Florin Mergea  (treći krug)
- Daniel Nestor / Leander Paes  (treći krug)
- Jamie Murray / John Peers  (treći krug)
- Pablo Cuvas / David Marrero  (drugi krug)
- Marin Draganja / Henri Kontinen  (drugi krug)
- Pierre-Huges Herbert / Nicolas Mahut  (treći krug)
- Guillermo García-López / Édouard Roger-Vasselin  (treći krug)
- Juan Sebastián Cabal / Robert Farah Maksoud  (prvi krug)